# Herb Józefowa (powiat otwocki)
Herb Józefowa – jeden z symboli miasta Józefów w postaci herb.

## Wygląd i symbolika
Herb przedstawia tarczę herbową podzieloną na trzy części. Na górnym prawym, białym polu umieszczona jest zielona sosna o brunatnym pniu, z wychylającym się zza niej złotym słońcem. Na górnym lewym, czerwonym polu umieszczony jest złoty wąż Eskulapa okręcony wokół złotej laski. W dolnym, niebieskim polu tarczy, oddzielonym od górnej części wąską złotą linią, umieszczony jest półkolisty napis „JÓZEFÓW”.
- Sosna nawiązuje do położenia miasta w leśnej okolicy;
- Wąż Eskulapa symbolizuje uzdrowiskowy charakter miasta;
- Wąska złota linia symbolizuje piaszczysty obszar miasta;
- Pole niebieskie symbolizuje ujście rzeki Świder do Wisły.